# Пушкіно (Багратіоновський район)
Пушкіно (рос. Пушкино) — селище Багратіоновського району, Калінінградської області Росії. Входить до складу Долгоруковського сільського поселення.
Населення — 85 осіб (2015 рік).